# La Trétoire
La Trétoire ist eine französische Gemeinde im Département Seine-et-Marne in der Île-de-France. Sie gehört zum Kanton Coulommiers (bis 2015 Kanton Rebais) im Arrondissement Provins. Sie grenzt im Nordwesten an Orly-sur-Morin, im Nordosten an Boitron, im Osten an Sablonnières, im Südosten an Saint-Léger, im Süden an Rebais und im Westen an Doue. Die Bewohner nennen sich Trétoiriens oder Trétoiriennes. Augustine Crescence Mirat, die Frau Heinrich Heines, wurde am 15. März 1815 in Le Vinot de la Trétoire geboren.

## Bevölkerungsentwicklung
| Jahr      | 1962 | 1968 | 1975 | 1982 | 1990 | 1999 | 2008 | 2013 |
| --------- | ---- | ---- | ---- | ---- | ---- | ---- | ---- | ---- |
| Einwohner | 265  | 258  | 301  | 353  | 476  | 389  | 368  | 454  |

## Sehenswürdigkeiten
- Kirche Saint-Christophe, erbaut im 19. Jahrhundert

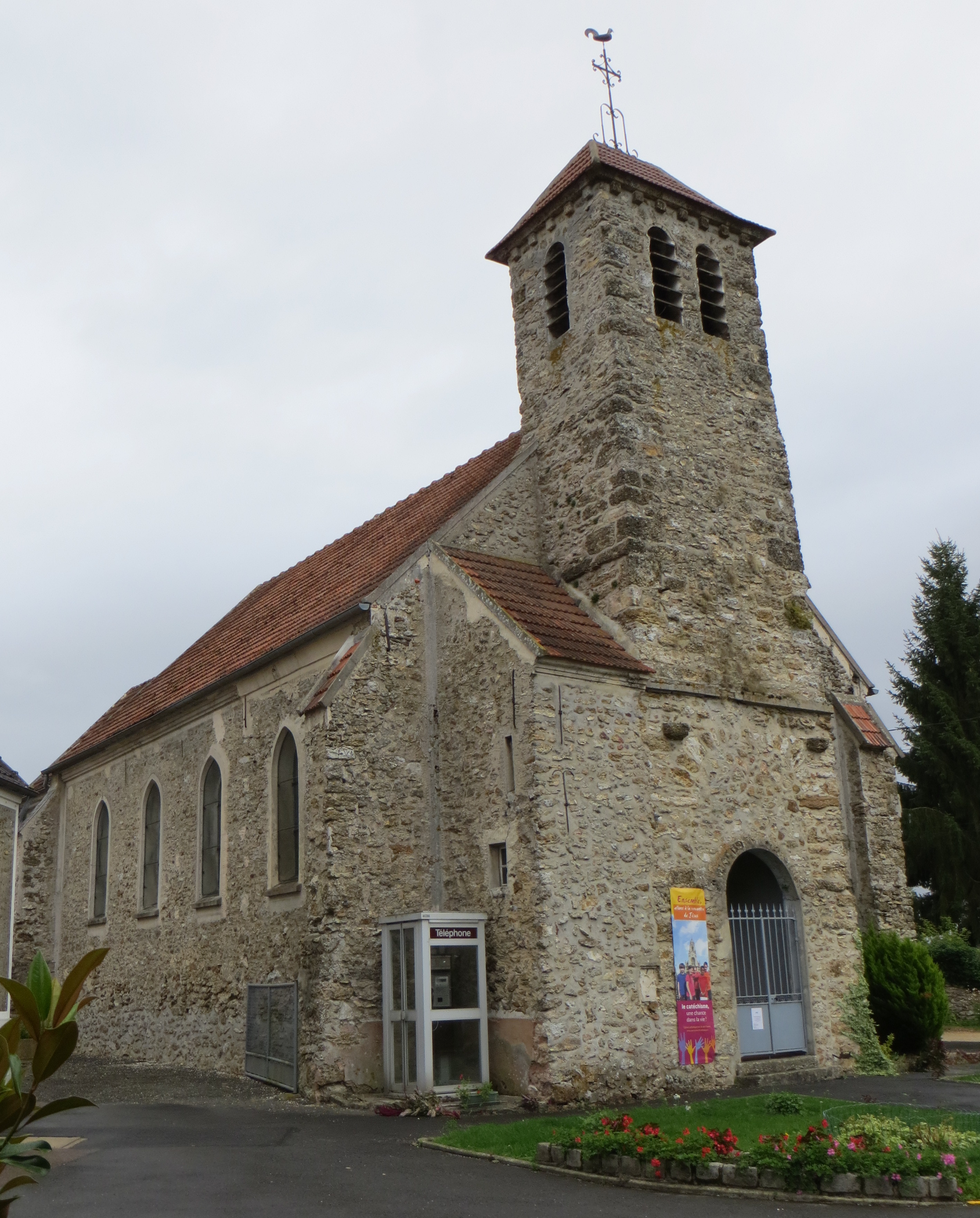
Kirche Saint-Christophe